# Competència oficial
Competència oficial (títol original en castellà, Competencia oficial) és una pel·lícula de comèdia hispano-argentina del 2021 dirigida per Mariano Cohn i Gastón Duprat a partir d'un guió de Duprat, Cohn i Andrés Duprat. És protagonitzada per Antonio Banderas, Penélope Cruz i Oscar Martínez. S'ha doblat al català per a TV3.

## Argument
Un ancià multimilionari (Humberto Suárez) interessat a deixar un llegat decideix finançar una pel·lícula dirigida per l'excèntrica Lola Cuevas. El guió està adaptat d'una novel·la premiada sobre un home que no pot perdonar el seu germà per haver mort els seus pares en un accident de cotxe conduint embriac. Els dos germans seran interpretats pel prestigiós actor de teatre Iván Torres i el famós actor de Hollywood Félix Rivero, les diferències en els mètodes dels quals fan que s'enfrontin durant els assajos.

## Repartiment
- Penélope Cruz com a Lola Cuevas
- Antonio Banderas com a Félix Rivero
- Oscar Martínez com a Iván Torres
- Pilar Castro com a Violeta
- Irene Escolar com a Diana Suárez[3]
- Manolo Solo[4] com a Matías
- José Luis Gómez com a Humberto Suárez[3]
- Nagore Aranburu com a Julia
- Koldo Olabarri com a Darío
- Juan Grandinetti com a Ariel

## Producció
El gener del 2020 es va anunciar el càsting amb Antonio Banderas, Penélope Cruz, Oscar Martínez, Pilar Castro, Irene Escolar, Carlos Hipólito, José Luis Gómez, Nagore Aranburu, Koldo Olabarri i Juan Grandinetti, amb Mariano Cohn i Gastón Duprat dirigint a partir d'un guió escrit al costat d'Andrés Duprat, germà de Gastón. Fins aleshores, Cruz i Banderas només havien coincidit en pantalla durant dos minuts en la pel·lícula de Pedro Almodóvar Los amantes pasajeros, del 2013.
La pel·lícula ha estat produïda per Mediapro, amb la participació de RTVE, TV3 i Orange España.
El rodatge principal va començar el febrer del 2020. El març del 2020, la producció es va aturar a causa de la pandèmia de COVID-19. El rodatge es va reprendre el setembre del 2020 i el final es va anunciar l'octubre del 2020.

## Llançament
Competència oficial va tenir l'estrena mundial a la 78a Mostra Internacional de Cinema de Venècia. També es va projectar al Festival Internacional de Cinema de Toronto el setembre del 2021. Buena Vista International distribueix la pel·lícula a Espanya. Protagonist Pictures es va encarregar de les vendes internacionals.
Star Distribution (abans Buena Vista International Latinoamérica) va adquirir els drets de distribució per a l'Amèrica Llatina. En el cas de l'Argentina, l'estrena de la pel·lícula va ser el 17 de març de 2022. IFC Films va comprar els drets d'estrena en cinemes als Estats Units.

## Recepció
A l'agregador Rotten Tomatoes té un 94% de crítiques positives, basades en 67 ressenyes, amb una qualificació mitjana de 7,5/10. El consens crític diu: "La seva premissa pot interessar més els fanàtics del cinema, però Competència oficial té un enfocament rigorós que, amb un humor agut, fa que tingui un atractiu universal."
Al festival internacional de cinema Cinéfest Sudbury del 2021 va guanyar el Premi a Millor Pel·lícula Internacional. Al Festival Internacional de Cinema de Vancouver del 2021 va guanyar el Premi del Públic a la pel·lícula més popular en el programa de gales i pçresentacions especials.

## Premis
| Competició                        | Categoria                                | Nominació           | Resultat  |
| --------------------------------- | ---------------------------------------- | ------------------- | --------- |
| XXX Premis de la Unión de Actores | Millor actriu en producció internacional | Penélope Cruz       | Nominat   |
| X Premis Feroz                    | Millor pel·lícula de comèdia             | -                   | Guanyador |
| XXXVII Premis Goya                | Millor fotografia                        | Arnau Valls Colomer | Pendent   |